# Gare de Neuilly - Porte Maillot
Gare de Neuilly - Porte Maillot vasútállomás és RER állomás Franciaország fővárosában, Párizsban. Az állomást a RER C betűjelű vonala érinti, de építés alatt áll az E betűjelű RER vonallal való kapcsolat is.

## Vasútvonalak
Az állomást az alábbi vasútvonalak érintik:
- Ermont-Eaubonne-Champ-de-Mars-vasútvonal

## Kapcsolódó állomások
A vasútállomáshoz az alábbi állomások vannak a legközelebb:
- Gare de Pereire - Levallois (Gare de Pontoise, RER C)
- Gare de l'avenue Foch (Gare de Massy - Palaiseau, RER C)
- Gare de la Défense (2024. május 6. – , Nanterre – La Folie, RER E)
- Gare de Haussmann – Saint-Lazare (2024. május 6. – , Gare de Magenta, RER E)

## Lásd még
- Franciaország vasútállomásainak listája
- A RER állomásainak listája